# Motasingha trimaculata
Motasingha trimaculata là một loài bướm ngày thuộc họ Hesperiidae. Loài này có ở Úc.
Sải cánh dài khoảng 35 mm.
Ấu trùng ăn Lepidosperma angustatum, Lepidosperma carphoides, Lepidosperma concavum, Lepidosperma viscidum and Phlebocarya ciliata.

## Phụ loài
- Motasingha trimaculata trimaculata
- Motasingha trimaculata dea
- Motasingha trimaculata dilata
- Motasingha trimaculata occidentalis